# Calamonastes
Calamonastes es un género de aves paseriformes perteneciente a la familia Cisticolidae.

## Especies
El género contiene las siguientes especies:
- Calamonastes fasciolatus A. Smith, 1847 – camaróptera barrada;[2]
- Calamonastes simplex Cabanis, 1878 – camaróptera sencilla;[2]
- Calamonastes stierlingi Reichenow, 1901 – camaróptera de Stierling;[2]
- Calamonastes undosus (Reichenow, 1882) – camaróptera del miombo.[2]